# Arctella lapponica
Arctella lapponica is een spinnensoort in de taxonomische indeling van de kaardertjes (Dictynidae).
Het dier behoort tot het geslacht Arctella. De wetenschappelijke naam van de soort werd voor het eerst geldig gepubliceerd in 1945 door Herman Theodor Holm.